# عقاب لموع
العُقاب اللَّمُوع أو العُقاب المَلَاع (تسميتان مؤنثتان) و العُقاب الأصحم (الاسم العلمي: Aquila  rapax) (بالإنجليزية: Tawny  Eagle) هو طائر جارح ينتمي إلى الفصيلة البازية (فصيلة: Accipitridae).